# Bartal György (jogtörténész)
Idősebb beleházai Bartal György (Füss, 1785. április 24. – Damazérkarcsa, 1865. szeptember 20.) magyar királyi udvari tanácsos, Szent István rendi és 
aranysarkantyús lovag, a Magyar Tudományos Akadémia tagja.

## Életpályája
A korán árvaságra jutott fiút nagybátyja, Kulcsár Tamás,  Komárom vármegye szolgabírája és neje nevelték; a gimnázium alsóbb osztályait Pozsonyban, a két felsőt 1799–1801-ben Nagyszombatban tanulta; a bölcseleti s jogi tanfolyamot 1801–1805 között a pozsonyi akadémián hallgatta; egyévi joggyakorlat után 1806-ban fölesküdött királyi táblai jegyzőnek és jelen volt az 1807. budai s 1808. pozsonyi országgyűléseken mint Ghyczy József személynöki itélőmester, majd Ürményi János királyi táblai előadó bírónak irodai kiadója.
1809. február 12-én ügyvédi oklevelet szerzett. Pálffy Lipót gróf főispáni helytartó által 1810. április 9-én Pozsony vármegye másod aljegyzőjévé s levéltárnokává, 1817-ben főjegyzőjévé nevezték ki. 1823. augusztus 4-én a megye alispánjává s 1825. augusztus 16-án országgyűlési követévé választatott; ekkor Nagy Pál mellett a magyar nyelvért küzdött. 1827. november 17-én Majláth György királyi személynök által személynöki ítélőmesternek neveztetvén, elvált megyéjétől. A királyi táblai pályán szerzett neve őt csakhamar nádori ítélőmesterré s 1830 januárjában udvari tanácsossá s királyi udvari kancellári előadóvá emelte. Ekkor magyar királyi udvari tanácsos és május 25-én az országgyűlési ügyek előadója lett; ezen hivatalában részt vett az 1832–1836. és 1839–1840. országgyűléseken, sőt gyakran Erdély legfontosabb ügyeinek elintézésében is. 1830. szeptember 28-án V. Ferdinánd király koronázásakor aranysarkantyús vitézzé emeltetett. 1833. május 23-án a Szent István rend vitéze s 1846. július 2-án annak kincstárnoka lett.
1848. május 8-án a magyar udvari kancellária megszűnvén, az újonnan alkotott magyar királyi külügyminisztériumban államtanácsossá s első osztályfőnökké neveztetett ki, mely tisztét november 12-éig viselte. Ezután többnyire Pozsonyban és csallóközi jószágán élt visszavonultan. V. Ferdinánd király 1848. május 20-án gyémántgyűrűvel ajándékozta meg. A Magyar Tudományos Akadémia 1830. november 17-én igazgató, 1858. december 15-én tiszteleti taggá választotta.

## Munkái
- Commentariorum ad historiam status jurisque publici Hungariae aevi medii libri XV. Posonii, 1847. 3 kötet. (Ism. Uj M. Muzeum 1858. Pauler Tivadar.)
- Csallóköz történeti vázlata. Pest, 1860.
- A párthus és hun-magyar scythákról. Szerző arcképével és rövid életrajzával kiadja Toldy Ferenc. Uo. 1860.
- Béla király halhatatlan jegyzőjének, Mátyásnak ujabb diadaláról. Uo. 1861.
- A párthus hún-magyar scythákról tanulmányai befejezéseül kiadta Knauz Nándor. Uo. 1862.
- Nyilt levele barátjához Knauz Nándorhoz Toldy Ferencz «Valamijére Szent Istvánról». Uo. 1862.
- Béla király halhatatlan jegyzőjének hajdani szittyáiról főtekintettel macedoni Nagy Sándor korára. Uo. 1864.

Történeti értekezései az Uj M. Muzeumban (1858–59), M. Akad. Értesítőben (1859. 1861.) és a M. Tudom. Értekezőben (1862.) jelentek meg; az Egyetemes M. Encyclopaediába történeti s jogtörténeti cikkeket irt.
Arcképe kőre rajzolva nyomt. Rohn 1860. Pesten, megjelent 3. alatt említett munkája, a M. Tud. Értekező I. kötete, és az uj M. Múzeum 1860. I. kötete mellett.